# Coon Rapids (Iowa)
Coon Rapids è una città degli Stati Uniti d'America, situata nello Stato dell'Iowa, nella contea di Carroll e in parte nella contea di Guthrie.